# Peter Sundberg
Peter Sundberg, född 28 januari 1976, är en svensk radioproducent och programledare.
Han kommer från Piteå och har studerat på Dramatiska institutet och arbetat som producent på Morgonpasset i P3 och som programledare för flera program i Sveriges Radio P3, P4 och P5. Från januari 2006 sänder han programmet Vaken med P3 och P4.
Författare till boken "Låt mig bara vara din" (2020).